# Twisted Metal
Twisted Metal es un videojuego de combate en vehículos desarrollado por SingleTrac, producido por Sony Interactive Studios America (actualmente 989 Studios) y publicado por Sony Computer Entertainment para la PlayStation. El juego fue lanzado en América del Norte el 5 de noviembre de 1995 y en la región PAL en enero de 1996. La versión norteamericana se volvió a publicar para la línea de Sony Greatest Hits-hasta el 3 de marzo de 1997.
Twisted Metal es la primera entrega de la serie Twisted Metal. La historia del juego está centrada en el titular de la competencia en la que varios conductores de vehículos modificados deben destruir los otros vehículos en un intento por ser el último vivo. El ganador se reúne con el organizador de la competición, un misterioso hombre llamado Calypso, que otorgará al ganador un único deseo, independientemente de su precio, tamaño, o incluso de la realidad.
Twisted Metal recibió críticas dispares de la prensa especializada, pero el juego fue un éxito comercial, vendiendo más de 1.800.000 copias en los Estados Unidos.